# The Worker (Brisbane)
The Worker fue un periódico publicado en Brisbane, Queensland, Australia, entre 1890 y 1974. El periódico estaba afiliado al Partido Laborista Australiano.

## Historia
El periódico se publicó por primera vez como vol. 1, no. 1 el 1 de marzo de 1890 y el último número fue el vol. 85, no. 4119 el 19 de agosto de 1974. Originalmente se conocía como The Australian Workman, y más tarde como The Brisbane Worker. Mientras que el título oficial del periódico es The worker : monthly journal of the Associated Workers of Queensland, desde 1896 el subtítulo se cambió a Official journal of the Federated Workers of Queensland. Entre 1917 y 1918, el subtítulo fue el Australia's pioneer co-operative labor journal.

## Digitalización
El periódico ha sido digitalizado como parte del Programa de Digitalización de Periódicos de Australia de la Biblioteca Nacional de Australia.